# Palausybra chibi
Palausybra chibi là một loài bọ cánh cứng trong họ Cerambycidae.